# Je réalise
Je réalise – utwór francuskiego rapera Sinika wraz z gościnnym udziałem brytyjskiego wokalisty Jamesa Blunta. Wydany został 28 lutego 2008 roku przez wytwórnię płytową Atlantic Records jako drugi singel z trzeciego albumu studyjnego Sinika, zatytułowanego Le Toit Du Monde. Twórcami tekstu utworu są James Blunt, Sacha Skarbek oraz Sinik, który zajął się także jego produkcją. Do singla nakręcono także teledysk, a jego reżyserią zajął się Thomas Peké. Teledysk znalazł się także na rozszerzonej wersji drugiego albumu studyjnego Blunta, zatytułowanego All the Lost Souls. „Je réalise” notowany był na trzeciej pozycji na liście przebojów we Francji.

## Pozycje na listach przebojów
| Kraj              | Lista (2008)    | Pozycja |
| ----------------- | --------------- | ------- |
| Belgia (Wallonia) | Ultratop 50     | 11      |
| Francja           | Top 200 Singles | 3       |
| Szwajcaria        | Singles Top 75  | 38      |